# Texas Instruments

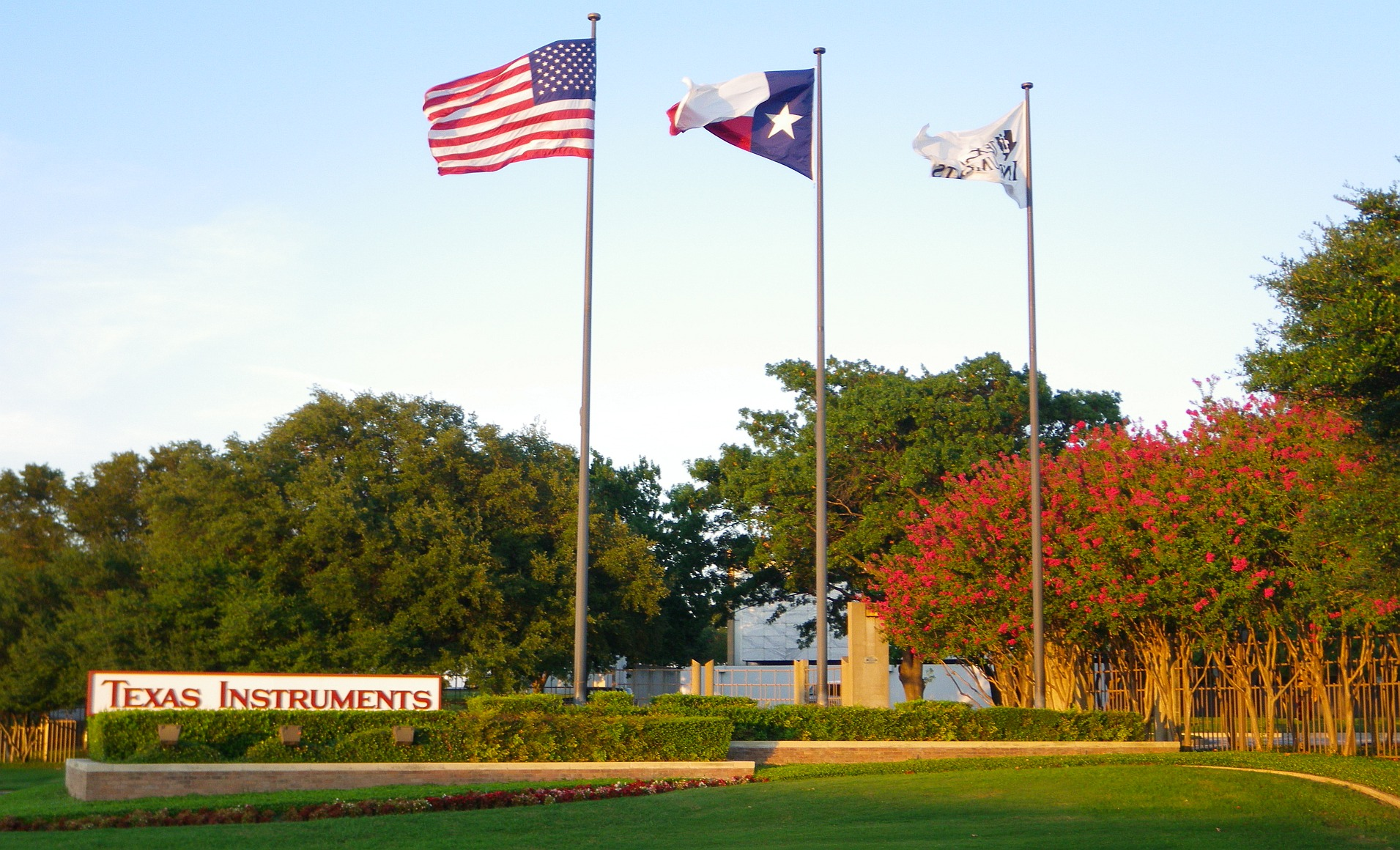
La sede di Texas Instruments

Texas Instruments (Texas Instruments Incorporated), in precedenza Geophysical Service Incorporated, è un'azienda statunitense fondata nel 1930 con sede a Dallas in Texas.
Rappresenta una delle principali aziende multinazionali produttrici di dispositivi a semiconduttori, nonché di tecnologia informatica in genere. Insieme alla Intel e alla Samsung, risulta essere il terzo produttore mondiale di dispositivi elettronici e possiede centri di produzione, sviluppo e commercializzazione in 3 diversi continenti.

## Storia

### LaGeophysical Service Incorporated
Nacque come ufficialmente Geophysical Service Incorporated nel 1930 e si occupava di rilevazioni geologiche per l'industria petrolifera e utilizza particolari tecniche di analisi dei segnali rivelati da sensori sismici con i quali vengono monitorate delle esplosioni sotterranee. Nel corso della seconda guerra mondiale, la GSI entra nel settore militare ed inizia a realizzare apparecchiature elettroniche per le trasmissioni e per la caccia ai sommergibili.

### Il cambio di nome
Nel 1951 GSI cambia la denominazione e diventa Texas Instruments Incorporated.
Nel 1954 l'azienda statunitense lancia una vera e propria rivoluzione tecnologica realizzando, grazie all'impegno di Gordon Teal, il primo transistor al silicio, e la prima radio su di esso basata, la Regency TR-1.
Nel 1955 la TI realizza il primo sensore di immagini ad infrarossi e nel 1958, per opera di Jack St. Clair Kilby, sviluppa il primo circuito integrato (chip), ovvero una serie di componenti elettronici passivi ed attivi diversi ma connessi in modo circuitale, in grado di adempiere ad una specifica funzione e realizzati su un'unica piattaforma di materiale semiconduttore, mediante un unico processo di lavorazione. L'invenzione del circuito integrato varrà a Kilby nel 2000 il Premio Nobel per la fisica. Sempre nel 1958 la TI realizza il primo convertitore analogico-digitale.

### Gli anni '60 e le calcolatrici
Nel 1964 la TI introduce sul mercato una nuova famiglia di dispositivi logico-digitale (serie 7400), in tecnologia TTL, l'ampia varietà di funzioni logiche disponibili offerte da questi dispositivi, ne decretano il successo mondiale e diventerà uno standard adottato dalla maggior parte delle aziende di semiconduttori.
Nel 1967 la TI sviluppa il primo prototipo di una calcolatrice tascabile. Si tratta del progetto denominato Cal Tech ed è rappresentato da una calcolatrice a circuiti integrati in grado di eseguire le 4 operazioni aritmetiche fondamentali con una precisione di 12 cifre decimali. La tastiera è composta da 18 tasti e il risultato dei calcoli viene visualizzato su un nastro cartaceo da una piccola stampante termica incorporata. La Cal Tech non rappresenta comunque la prima calcolatrice tascabile commerciale in quanto il primo modello di pocket calculator, sviluppato in collaborazione proprio con la TI, verrà messo in vendita dalla Canon nel 1970, al prezzo non trascurabile per quel periodo di 400 dollari.
L'ingresso ufficiale della azienda statunitense nel settore commerciale delle calcolatrici tascabili, settore al quale la TI deve certamente gran parte della sua popolarità, è del 1972 con il modello TI-2500 Datamath, del costo di soli 150 dollari. La calcolatrice impiega per la prima volta un singolo chip per la esecuzione di tutte le funzioni matematiche. Il dispositivo costituisce il progenitore del moderno microprocessore, l'invenzione del quale è attribuita parimenti sia alla TI che alla Intel.

### Gli anni '70 ed 80 e gli home computer
Nel 1978 TI sviluppa il primo microprocessore per la sintesi vocale dando il via alla produzione dei primi traduttori linguistici portatili e di una linea di supporti didattici parlanti tra i quali lo Speak & Spell, il gioco elettronico commercializzato in Italia con il nome de Il Grillo Parlante e immortalato nel celebre film di Steven Spielberg, E.T.
Nel 1981 TI esordisce nel mondo degli home computer con il modello TI-99 fornito di un microprocessore TI a 16 bit, il TMS9900. Il computer, fornito di un monitor a 13 pollici, è progettato per funzionare con speciali cassette di memoria magnetica che contengono programmi di gestione, intrattenimento o di software didattico e viene fornito di un interessante modulo vocale che può essere utilizzato per riprodurre documenti memorizzati. La reazione del mercato al lancio del TI-99 è buona ma il prezzo iniziale del computer (525 dollari) è giudicato ancora eccessivo. Nello stesso anno viene avviata una grossa operazione di promozione commerciale e di marketing che prevede il coinvolgimento di scuole e università. Il numero di utilizzatori del TI-99 cresce velocemente e cresce di pari passo la libreria delle applicazioni software disponibili. Sotto la spinta dell'aumentato volume di vendite e soprattutto della concorrenza sempre più agguerrita, la TI riduce il prezzo del TI-99 a soli 299 dollari e nell'aprile del 1982 risulta essere la principale produttrice di home computer.
Agli inizi del 1983 la TI riduce ulteriormente il prezzo del suo computer a 100 dollari e vende il suo milionesimo esemplare, la rete di distribuzione prevede ormai più di 20.000 negozi sparsi in tutto il mondo e sono più di 2000 i pacchetti software sviluppati, ma è nello stesso 1983 che alcuni test di qualità interni effettuati sul computer riportano inequivocabilmente che, in determinate circostanze, un malfunzionamento dell'alimentatore utilizzato dal TI-99 può provocare gravi lesioni all'utilizzatore. La TI comunica la notizia agli organismi istituzionali di controllo americani, blocca per due mesi la produzione, provvede a ritirare dal mercato gran parte degli apparecchi e a sostituirli con un alimentatore più sicuro. Viene istituita una task force per cercare di recuperare il danno economico (quantificabile in circa 50 milioni di dollari) e di immagine provocati dall'inconveniente ma la distanza che separa TI dai principali concorrenti è divenuta ormai incolmabile e alla fine del 1983 la compagnia comunica ufficialmente la sua uscita da quello che è divenuto un settore commerciale importante e in rapidissima crescita.
Nel 1983-1984 la TI produce anche il computer portatile Compact Computer 40, con scarso successo.
Nel 1982 la TI produce il suo primo dispositivo DSP (Digital signal processor), un microprocessore dalle funzioni estremamente specializzate in grado di eseguire in tempi velocissimi elaborazioni di segnali digitali. La compagnia statunitense conquista in breve tempo importanti fette di mercato di quello che si afferma essere un settore applicativo molto importante della elettronica digitale e alla fine degli anni novanta diviene leader assoluto nella progettazione e vendita di questo tipo di dispositivi anche grazie all'acquisizione di alcune piccole società concorrenti. Nel 1988 vede la luce il primo dispositivo Digital Light Processing (DLP).

### La crisi degli anni '90
A metà degli anni novanta la compagnia visse forse uno dei suoi momenti più difficili, poiché l'andamento ciclico del mercato dei semiconduttori sembrava accentuarsi e a momenti di grossa euforia seguirono rapidamente momenti di profonda depressione e instabilità. L'azienda, analogamente a quanto accadde per diverse compagnie concorrenti, decise di uscire dai settori commerciali a maggiore volatilità, tra i quali quello dei personal computer, quello militare, quello del software e delle memorie DRAM e di concentrarsi su quei settori strategici nei quali poteva vantare e mantenere una posizione di supremazia commerciale e tecnologica. Numerosi centri di produzione vennero chiusi o venduti alla concorrenza e migliaia di dipendenti furono licenziati in tutto il mondo. In questo periodo si ebbe la chiusura e la vendita di alcuni stabilimenti industriali in Italia, come ad esempio quelli di Rieti e di Avezzano (AQ) e nel 1993 la chiusura del sito di Aversa (CE).

### Gli anni 2000 e l'acquisizione diNational Semiconductor
Nel settembre 2011 TI formalizza l'acquisizione dell'impresa concorrente National Semiconductor incrementando la propria presenza nel mercato degli amplificatori operazionali (OpAmp), convertitori DC/DC, DAC, ADC ed interfacce.

## Presenza nel mondo
I siti di progettazione, produzione e commercializzazione sono concentrati negli Stati Uniti (circa 16.000 dipendenti), in Asia (circa 11.700 dipendenti tra Giappone, India, Filippine, Cina e Taiwan) e in Europa (circa 3.300 dipendenti tra Germania, Francia, Inghilterra, Norvegia e Svezia ai quali vengono assoggettati per una organizzazione interna anche quelli della sede israeliana).

## Attività
La produzione spazia in diversi ambiti e copre numerose aree di applicazione tipiche per i moderni circuiti integrati: dispositivi analogici e digitali, amplificatori di potenza, data converter e dispositivi RFID per l'identificazione in radio-frequenza. La TI è l'azienda leader nel particolare settore dei dispositivi DSP utilizzati in gran parte dei telefoni cellulari, delle applicazioni elettroniche domestiche dette di consumer electronics, per la multimedialità e il settore automobilistico.
TI inoltre, è l'unica azienda produttrice di una particolare tecnologia utilizzata prevalentemente nei videoproiettori e denominata Digital Light Processing (DLP) che, integrando microprocessori e dispositivi MEMS, riesce a pilotare una matrice costituita da milioni di microscopici specchi utilizzati per la riflessione del fascio di luce.
Il comparto calcolatrici, definito all'interno della azienda Education and Technology, ha fatto registrare nel 2006 un fatturato di 0,5 miliardi di dollari, pari a circa il 3,5% del totale.
La TI risulta aver investito nel 2006 2,2 miliardi di dollari in ricerca e sviluppo e 1,27 miliardi di dollari in infrastrutture.
La rivista Fortune, per il 2006, ha classificato la TI al 167º posto tra le aziende valutate nella speciale classifica Fortune 500.
È membro dell'Istituto europeo per le norme di telecomunicazione (ETSI).

### Divisioni
- Prodotti analogici
  - Gestione energetica
  - Catena del segnale
- Elaborazione integrata (Embedded processing, EP)
  - Wireless
  - Microcontrollori
  - Processori
- Altre attività
  - Elaborazione della luce digitale (Digital light processing, DLP)
  - Tecnologia educativa
  - Comunità calcolatrice Texas Instruments